# Wilhelm Rabe
Ernst Richard Wilhelm Rabe (16 de maio de 1876 — 9 de dezembro de 1958) foi um ciclista de estrada alemão. Competiu em duas provas de ciclismo nos Jogos Olímpicos de Estocolmo 1912.